# Artesunato/amodiaquina
Artesunato/amodiaquina (ASAQ, nome comercial: Coarsucam) é uma associação medicamentosa composta por artesunato e amodiaquina usada no tratamento da malária. Foi primeiramente registrado em 2007. Reconhecido pela Organização Mundial de Saúde, é o primeiro antimalárico de comprimidos solúvel, que pode facilitar a administração em crianças.